# Saeed Al Mowalad
Saeed Al Mowalad (en árabe: سعيد المولد‎; Yeda, 9 de marzo de 1991) es un futbolista saudí que juega en la demarcación de defensa para el Al-Wehda Club de la Liga Profesional Saudí.

## Selección nacional
Hizo su debut con la selección de fútbol de Arabia Saudita el 6 de noviembre de 2014 en un encuentro amistoso contra Palestina que finalizó con un resultado de 2-0 a favor del combinado saudí tras los goles de Naif Al-Hazzazi y de Fahad Al-Muwallad.

## Clubes
| Club                | País           | Año       | Partidos | Goles |
| ------------------- | -------------- | --------- | -------- | ----- |
| Al-Ahli Saudi F. C. | Arabia Saudita | 2012-2015 | 27       | 0     |
| Ittihad F. C.       | Arabia Saudita | 2015      | 0        | 0     |
| S. C. Farense       | Portugal       | 2015-2016 | 17       | 0     |
| Al-Raed F. C.       | Arabia Saudita | 2016-2017 | 13       | 2     |
| Al-Ahli Saudi F. C. | Arabia Saudita | 2017-2021 | 120      | 3     |
| Al-Ettifaq          | Arabia Saudita | 2021-2023 | 56       | 0     |
| Al-Wehda Club       | Arabia Saudita | 2023-     | 50       | 1     |